# ميخائيل فيليكس هاكيت
ميخائيل فيليكس هاكيت هو قاضي وسياسي كندي، ولد في 23 أغسطس 1851، وتوفي في 12 أبريل 1926 في كووانسفيل في كندا. حزبياً، نشط في Conservative Party of Quebec (historical) ‏. وقد انتخب عمدة وانتخب عضو الجمعية الوطنية في كيبك ‏.